# Aleucanitis obscura
Aleucanitis obscura là một loài bướm đêm trong họ Noctuidae.